# Солемер

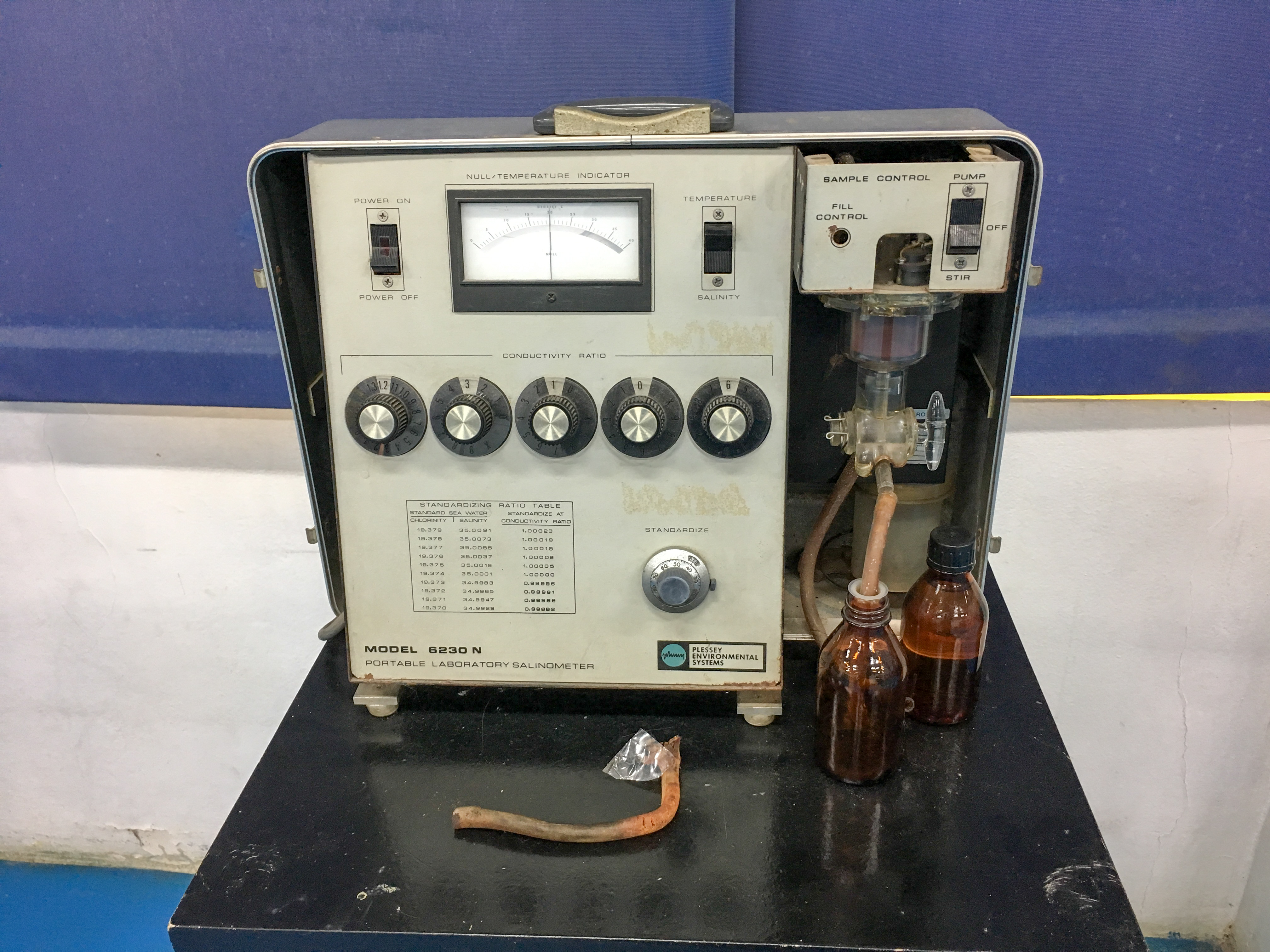
Солемер (салинометр)

Солеме́р (салинометр) — океанологический прибор для измерения солёности морской воды, одной из основных гидрофизических характеристик.

## Принципы работы
Существует несколько методов определения солёности морской воды. Наиболее распространёнными являются аргентометрический (титрование по хлору) и измерение электропроводности воды (кондуктометрия). Применяются также ареометрирование и измерение оптических (рефракции) характеристик воды.
Одним из наиболее распространённых методов является метод определения солёности прибором, основанном на бесконтактном индуктивном принципе измерения. При этом сравнивается электропроводность исследуемой пробы воды с электропроводностью воды уже известной солёности. Принцип действия таких приборов основан на измерении величины электропроводности исследуемой воды, создающей электромагнитную связь между двумя трансформаторами. Датчик такого типа приборов состоит из двух индуктивно связанных трансформаторов, между которыми находится исследуемая вода.
В связи с тем, что электропроводность морской воды сильно зависит от температуры, к приборам такого типа предъявляются жёсткие требования к термостатированию их датчиков или термокомпенсированию. Для расширения диапазона компенсации температурный компенсатор делается переменным. К приборам предъявляются высокие требования по точности измерения. К примеру, для получения погрешности измерения по солёности ± 0,01 промилле при солёности воды 35 промилле погрешность измерения электропроводности должна быть ±0,025 промилле. В солемерах, производящих замер in situ, обычно применяется способ компенсации элементами, сопротивление которых зависит от температуры (термисторами), или применяются функциональные преобразователи на варисторах, что позволяет получать точность измерений в диапазоне 27÷37 промилле не хуже 0,05 промилле.

## История
В СССР первый прибор, определявший солёность морской воды по величине её электропроводности, был сконструирован ещё в 1932 году В. В. Шулейкиным и применялся во время Таймырской гидрографической экспедиции на гидрографическом судне «Таймыр», а в 1937 году в арктической экспедиции Арктического института на ледоколе «Садко».
В 1978 году в качестве международного стандарта стали использовать так называемые практические единицы солёности (англ. Practical Salinity Units, сокращённо psu). Электропроводность морской воды стали сравнивать с электропроводностью раствора хлорида калия, то есть 32,4356 г в 1 кг раствора.
Современные солемеры обычно имеют встроенные микропроцессоры, гарантирующие большой диапазон и высокую точность проводимых измерений. Результаты измерений сохраняются во встроенной памяти и анализируются на основе заранее введённых данных о буферных растворах, распознавание которых происходит с использованием микроконтроллера. Такие приборы называют также соленографами, так как они могут автоматически фиксировать показания, в том числе находясь непосредственно в толще воды.

## Применение
Помимо океанографических исследований, солемеры применяются также в промышленности и энергетике для определения содержания соли в котловой воде и конденсате пара, на судах для измерения солёности воды, применяемой в качестве котловой. Используются также в сельском хозяйстве и аквариумистике.
Разработаны общегосударственные стандарты калибровки солемеров, методики поверки солемеров и кондуктометров морской воды.